# Lythrypnus elasson
Lythrypnus elasson és una espècie de peix de la família dels gòbids i de l'ordre dels perciformes que es troba a les Bahames, Cuba i Jamaica.
Els mascles poden assolir els 1,6 cm de longitud total.